# Rose Ash
Rose Ash – wieś i civil parish w Anglii, w Devon, w dystrykcie North Devon. W 2011 civil parish liczyła 298 mieszkańców. Rose Ash jest wspomniana w Domesday Book (1086) jako Aisse/Aissa.